# Filipe Antônio Cardoso
Felipe Antônio Cardoso (Cavalcante, Julgado de Arraias, Capitania de Goyaz, 26 de Maio de 1773 - Vila Boa de Goiás, Província de Goyaz, 24 de Julho de 1868) foi um militar e político brasileiro.
Sua mãe era Rosa da Santa Maria Lemos, e seu pai o Capitão-Mor Domingos Antonio Cardoso, que tendo vindo de Portugal para as minas do norte de Goyaz, prestou relevantes serviços à Milícia de 2ª Linha (tropa da Guarda Nacional) na segunda metade do século XVIII, firmando territórios para a coroa portuguesa e aprisionando indígenas para servirem nas minas da região, e assim tendo se estabelecido no vão da Horta, dando origem a comunidade Kalunga da região. Felipe era neto materno de Bernardo Pereira de Lemos Lacerda e de Maria Caetana O'Daly de origem irlandesa. Pentaneta de Etherelda Malte, suposta filha ilegítima de Henrique VIII.  

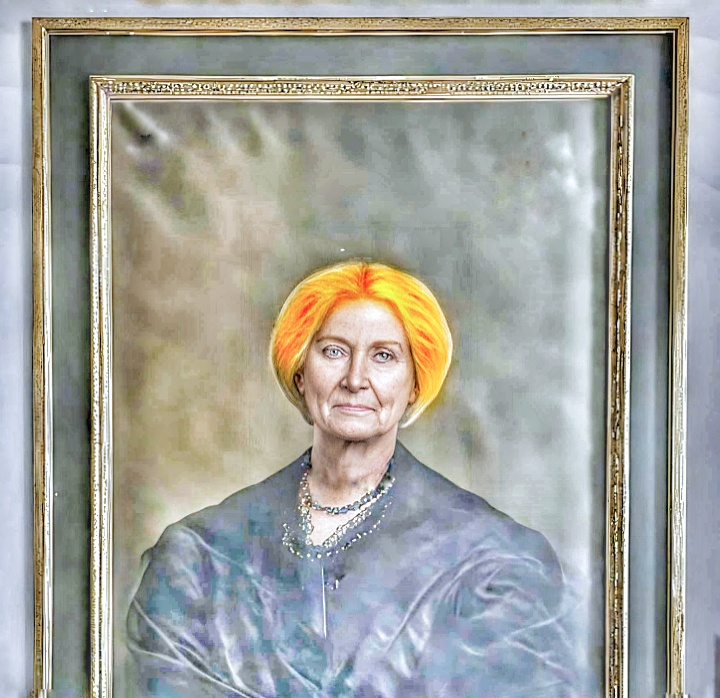
Rosa de San.ta Maria Lemos, mãe de Felipe Antônio Cardoso, pintura a óleo em Goiás Velho.

Casado uma primeira vez em Arraias com Joana Crisóstomo Amado da Silva. Casa-se novamente em Itaberaí com Maria Anastácia Bueno da Fonseca, viúva do sargento-mor Antônio Pedroso de Campos. Desta segunda união nasce o Coronel Felipe Antônio Cardoso Santa Cruz.
Felipe Antônio Cardoso teve uma destacada carreira militar. Em 29 de janeiro de 1800, aos 27 anos, ingressou no Regimento de Cavalaria em Arraias, como Cabo de Esquadra, e pouco tempo depois foi promovido a Alferes. Em 13 de março de 1808 foi nomeado primeiro tenente e em 10 de maio de 1811, foi promovido ao posto de Capitão. Em 12 de outubro de 1825, foi promovido a Coronel, em cuja patente foi Governador Interino das Armas de Exército.
Ao mudar-se para Vila Boa de Goiás (atual Cidade de Goiás) em 1820, passa a integrar os movimentos intelectuais que pediam proclamação da Independência do Brasil na Província de Goyaz. Felipe Cardoso participou da malsucedida tentativa de golpe conta o Capitão General e governador provincial de Goyaz, o Brigadeiro Manoel Inacio Sampaio. O movimento foi denunciado e em 20 de agosto de 1821 o governador da província prendeu a todos os insurretos e decretou a deportação dos mesmos, tendo Felipe Cardoso sido enviado para Arraias. Também Foi colonizador da Vila de Chapéu, hoje, cidade de Monte Alegre de Goiás. Tinha uma grande fazenda que exportava gado para o Estado da Bahia. Construiu ali um solar com 30 casas para seus operários, escolas e uma igreja.
Em Arraias participa com o ouvidor Theotônio Segurado do movimento separatista que culminou na criação da província autônoma de São João da Palma (São João das Duas Barras). Em 1823 foi nomeado presidente (governador) da província de São João da Palma, sendo o último a ocupar tal posto. Em sua vida, este homem foi: conselheiro municipal, deputado, governador das Armas por três vezes. Trabalhava para o progresso das indústrias, das minerações e da agricultura. Teve a ideia de construir uma escola de medicina e farmácia em Cavalcante.